# Horshagasjön (Nottebäcks socken, Småland)
Horshagasjön är en sjö i Uppvidinge kommun i Småland och ingår i Mörrumsåns huvudavrinningsområde. Sjön har en area på 0,33 kvadratkilometer och ligger 281,2 meter över havet. Vid provfiske har abborre, gädda och mört fångats i sjön.

## Delavrinningsområde
Horshagasjön ingår i det delavrinningsområde (633804-145973) som SMHI kallar för Utloppet av Änghultasjön. Medelhöjden är 257 meter över havet och ytan är 32,74 kvadratkilometer. Räknas de 5 avrinningsområdena uppströms in blir den ackumulerade arean 97,72 kvadratkilometer. Avrinningsområdets utflöde Mörrumsån (Åbyån) mynnar i havet. Avrinningsområdet består mestadels av skog (75 procent). Avrinningsområdet har 4,8 kvadratkilometer vattenytor vilket ger det en sjöprocent på 14,6 procent.